# Мухаммад Рахим-хан II
Мухаммад Рахим-хан II (1845—1910) — хівинський хан у 1864—1910 роках. Після поразки у війні 1873 року визнав протекторат Російської імперії.

## Життєпис

### Початок панування
Походив з династії Кунгратів. Син Саїд-Мухаммад-хана. Народився 1845 року в Хіві. Здобув гарну освіту, навчався у медресі Араб Мухаммад-хана. Вільно володів перською і чагатайською мовами. Одним із його вчителів був видатний узбецький поет, історик Агахі.
У 1864 році після смерті свого батька отримав владу. Згідно Агахі Мухаммад Рахим-хан II із самого початку багато часу присвячував бесідам із вченими, де велися дебати з релігійних питань, читали історичні та поетичні твори, вірші, що вихваляли хана.
Разом з тим згідно європейців, що тоді перебували у Хів, не мав здатності до державних справ, тому призначив візиром Мат-Мурада, що фактично керував державою. Значний час хан проводив у гаремі, на полюванні, серед поетів.

### Боротьба з Росією
При цьому зовнішнє становище Хівинського ханства погіршувалося. 1868 року зверхність Російської імперії визнали Кокандське ханство і Бухарський емірат. 1869 року Костянтин фон Кауфман, очільник Туркестанського генерал-губернаторства став втручатися у справи Хіви. За ініціативою останнього російський загін на чолі із М. Столетовим висадився в затоці Кизил-Су, де заснував Красноводський форт. Це було зроблено з метою тиску на хівинського хана таз можливістю підкорення туркменських племен. Невдовзі інший форт було зведено в Чикишларі. Росіяни також ігнорували заборону хана діяти в районі Сирдар'ї.
1870 року за таємної підтримки уряду Мухаммад Рахим-хана II спалахнуло повстання казахів і туркмен на Мангишлаці. До кінця року з труднощами царській владі вдалося його придушити. Окремі бої тривали до початку 1871 року. Хан став готуватися до війни, наказавши отруїти колодязі на шляху з Красноводська (куди кидали мертвих собак), побудував у столиці нову цитадель з 20 гарматами, а також перекрив кілька каналів Амудар'ї, щоб судна росіян не могли ними ходити.
Через деякий час Кауфман спрямував війська до Усть-Уртського степу (на захід від Хіви), щоб посилити там військову присутність. Мухаммад Рахим-хан II відправив Баба-бія до Бухари для укладання союзу з еміром Музаффара, але Бабу-бія було затримано на вимогу росіян.
Наприкінці лютого і на початку березня 1873 року з Ташкенту (генерал К. Кауфман), Оренбургу (генерал М. Верьовкін), Мангишлака (полковник М. Ломакін) і Красноводська (полковник В. Маркозов) загальною чисельністю 12-13 тисяч вояків і 56 гармат рушили на Хівинське ханство. Під час просування хівинці безперестано атакували ворога. Біля Ходжейлі і Мангіта ханське військо з васальними туркменами зазнало поразок. Аральська флотилія росіян увійшла до гирла Сирдар'ї, просунувшись до міста Кунград.
Водночас хан відправив посланця до великого князя Михайла Романова, намісника Кавказу, де скаржився на вторгнення російських військ. При цьому відправив посланця до Томаса Берінга, віцекороля Індії, з проханням по допомогу.
Нова битва відбулася біля Кята, де хівинці знову зазнали поразки. 26 травня ворог підійшов до Хіви. 29 року столиця ханства капітулювала. Втім росіянам довелося приборкувати деякі племена туркменів, що продовжували опір. У Хіві було звільнено 10 тисяч рабів.
23 серпня 1873 року між генералом Кауфманом і ханом було підписано Гендіамінський мирний договір, за яким на Хівинське ханство було накладено контрибуцію в 2,2 млн карбованців (їх необхіно було  сплатити протягом 20 років), хан визнавав протекторат Російської імперії. Йому заборонялося підтримувати дипломатичні відносини з іншими державами. Кордон між двома державами тепер мав проходити річкою Амудар'я за її найзахіднішим рукавом до Аральського моря, а також до мису Урга і північного берега Усть-Урта і стародавнього русла. Правобережжя переходило до Росії. Судноплавство дозволялося лише російським суднам. Того ж року архів хівинських ханів було вивезено до Санкт-Петербург.

### Під протекторатом
У 1874 році Мухаммад Рахим-хан II наказав організувати першу в Середній Азії друкарню для друкування літографічних книг. Однією з перших книг, опублікованих у ній, були «Хамса» Алішера Навої та «Диван» поета Муніса.
Водночас хан потурав нападам туркменських племен йомудів та текінців на російські форти. З огляду на це А.Іванов, очільник Каспійської області, пропонував ліквідувати Хівинське ханство, розраховуючи звідти почати підкорення туркменів. Почалася певна підготовкадля цього, що супроводжувалася походами проти текинців. Втім планам завадила війна з Османською імперією, що почалася 1877 року. 1879 року росіяни зазнали поразки від текинців при штурмі Гекдепе. Захоплення останнього у 1881 року деморалізувало хівинського хана, що сподівався за допомогою туркменів відновити незалежність.
1881 року Мухаммад Рахим-хан II був присутнім на коронації російського імператора Олександра III у Москві, звідки повернувся з цигарками, телефоном і корсетами для жінок гарему. 1884 року надав дозвіл на відкриття російської школи у Хіві. також почалося спорудження залізниць, що до 1888 року зв'язали Хіву з Ташкентом, Ашгабадом, Самаркандом. 1888 року хан скасував тортури. До кінця панування поступово збільшувалося кількість росіян, насамперед торгівців (отримали з 1873 року безмитно і вільно здійснювати свою діяльність), інженерів, науковців.
З 1896 року отримав звання генерал-лейтенант, Микола II в 1902 дарував хану титул «Світлості», з 1904 року — генерал від кавалерії. Помер Мухаммад Рахим-хан II від серцевого нападу в вересні 1910 року. Трон спадкував його син Ісфандіяр-хан.

## Творчість
Був відомим поетом та композитором. Прагнув до удосконалення придворної культури та створення максимально великої кількості поетичних праць та культурних цінностей при своєму дворі. Очолив літератрно-науковий ґурток, куди входило близько 30 поетів, каліграфів, перекладачів, істориків. Сам складав віршів під псевдо Фіруз. Складав вірші чагатайською мовою, багато в чому наслідував стилю Алішера Навої. Майже кожен із його придворних поетів створив свої поетичні збірки (диван). Створення дивана було показником те, що поет досяг майстерності, став зрілим майстром. Диванами хана були «Газелі Фіруза», «Поезія Фіруза» та «Диван Фіруза».
Сприяв тому, що його вечори музики відповідали високому рівню музичного мистецтва, саме при цьому хані в Хорезмі вперше було створено нотний запис музики.
За наказом Мухаммад Рахим-хана II відбулося переписування 1000 рукописів, а понад 100 відомих історичних та художних творів Сходу перекладено було чагатайською мовою.

## Будівництво
За твердженням поета Мухаммада Юсуфа Баяні у Хіві було побудовано понад 15 мечетей і медресе. Одне з медресе було побудоване на особисті кошти хана і було названо на Медресе Мухаммад Рахим-хана II.